# یحیی بن حمزه علوی
یحیی بن حمزه علوی (۱۲۷۰ - ۱۳۴۵) پیشوای زیدیه (۱۳۲۸–۱۳۴۶م)، ادیب و نویسندهٔ پُراثر در رشته‌های گوناگون حدیث، اصول فقه، بلاغت، منطق، ادبیات، زبان و تصوف بود.

## آثار
- نهایة الوصول الی علم الأصول
- التمهید لعلوم العدل والتحوید
- الحاوی
- الاقتصاد
- المُحَصَّل فی شرح المفصّل
- المنهاج
- الایجاز
- الطِراز
- الأنوار المضیّة فی شرح الأحادیث النبویة
- القانون و المحقّق فی علم المنطق
- الرسالة الوازعة للمعتمدین عن سبّ أصحاب سید المرسلین
- الانتصار علی علماء الأمصار فی تقریر المختار
- الحاصر لفوائد مقدمة طاهر: که شرح مقدمهٔ ابن بابشاذ است.
- الطِراز المتصمّن لأسرار البلاغة و علوم حقائق الإعجاز
- خلاصة السیرة
- اللباب فی محاسن الآداب